# Sławomir Misiurewicz
Sławomir Misiurewicz, właśc. Jarosław Fredynand Misiurewicz (ur. 25 stycznia 1925 w Poznaniu, zm. 23 maja 2011 w Łodzi) – polski aktor teatralny, filmowy i głosowy.

## Życiorys
W latach 1945–1948 występował w Teatrze Miejskim w Jeleniej Górze, następnie w Teatrach Dramatycznych w Poznaniu (1951–1952), Teatrze Ziemi Opolskiej (1953–1955) i Teatrze Polskim w Bydgoszczy (1959–1960). W 1960 przeniósł się do Łodzi, gdzie początkowo grał w Teatrze 7.15 (1960–1961), a następnie także w Teatrze Nowym (1961–1964, 1974–1982) i Teatrze Jaracza (1964–1974, 1982–1990). Wcielał się zarówno w role proletariuszy, dygnitarzy, jak i hierarchów. W ostatnim z teatrów odgrywał role w spektaklach takich jak, m.in.: „Czerwona magia”, „Kaukaskie koło kredowe”, „Czarownice z Salem”, „Czajka”, „Balkon”, „Hamlet”, „Szewcy”, „Operetka”, „Dialogus de Passione”, „Cień”, „Vatzlav”, „Opera za trzy grosze”, „Wesele” i „Wyzwolenie”.
Został pochowany w części rzymskokatolickiej Starego Cmentarza w Łodzi.

## Filmografia

### Aktor
- 1964: Panienka z okienka
- 1965: Zazdrość kocmołucha
- 1965: Wyspa pokoju
- 1966: Waga
- 1967: Ziemia obiecana (spektakl telewizyjny) – Miller
- 1967: Uczeń diabła
- 1967: Tais
- 1967: Pieczona gęś – podróżny
- 1968: Niemcy
- 1969: Bzik tropikalny
- 1971: Śmierć filatelisty – dr Skrzeszewski
- 1971: Jegor Bułyczow i inni – Mokiej Baszkin
- 1972: 777 – inspektor Nowak
- 1973: Biała zaraza – komisarz policji
- 1974: Uszczelka (cykl: Najważniejszy dzień życia) – Brzozowski, kierownik produkcji
- 1974: Ile jest życia (odc. 12) – sprzedawca w sklepie meblowym
- 1976: Latarnik – Józef Bem
- 1980: Polonia Restituta
- 1982: Polonia Restituta (serial)
- 1984: Wszystko powiem Lilce!
- 1985: Zenona Z. przypadki
- 1985: Gra w ślepca – fotograf
- 1987: Klub – Jock Riley
- 1987: Bez grzechu – nieznajomy – ojciec
- 1988: Pogranicze w ogniu – doktor Lewandowski
- 1996: Epitafia polskie

Źródło: FilmPolski.pl.